# Alfred Schmitt (Astronom)
Alfred Schmitt (* 30. November 1907 in Bust; † 2. April 1973) war ein französischer Astronom und Asteroidenentdecker.

## Leben
Er arbeitete in den 1930er und 1940er Jahren am Algier-Observatorium in Bouzaréah, einem Vorort von Algier und in den 1950ern am Königlichen Observatorium in Ukkel. Im Zuge seiner Studien entdeckte er zwischen 1932 und 1953 die Asteroiden (1215) Boyer, (1614) Goldschmidt, (1622) Chacornac und (3156) Ellington. Von 1955 bis 1958 war er Direktor des Observatoriums in Quito, der Hauptstadt von Ecuador.
Schmitt war mit der Astronomin Odette Bancilhon verheiratet.

## Ehrungen
Der Asteroid (1617) Alschmitt wurde durch seinen Kollegen in Algier, Louis Boyer, nach ihm benannt.